# Rudki (Białoruś)
Rudki (biał. Рудкі, Rudki; ros. Рудки, Rudki) – wieś na Białorusi, w obwodzie mińskim, w rejonie kleckim, w sielsowiecie Kuchczyce.

## Historia
W XIX i w początkach XX w. położone były w Rosji, w guberni mińskiej, w powiecie słuckim, w gminie Siniawka.
W dwudziestoleciu międzywojennym leżały w Polsce, w województwie nowogródzkim, w powiecie nieświeskim, w gminie Siniawka. W 1921 miejscowość liczyła 330 mieszkańców, zamieszkałych w 61 budynkach, wyłącznie Białorusinów wyznania prawosławnego.
Po II wojnie światowej w granicach Związku Sowieckiego. Od 1991 w niepodległej Białorusi.